# Eclipta
Genre
Classification APG III (2009)
Synonymes
- Abasoloa La Llave
- Clipteria Raf.
- Ecliptica Rumph. ex Kuntze
- Eupatoriophalacron Mill.
- Micrelium Forssk.
- Paleista Raf.
- Polygyne Phil.[1]

Eclipta est un genre de plante à fleurs de la famille des Asteraceae, comportant 11 espèces, et dont l'espèce type est Eclipta erecta L..

## Liste d'espèces
Selon World Flora Online (WFO) (04 janvier 2022) :
- Eclipta alatocarpa Melville
- Eclipta elliptica DC.
- Eclipta leiocarpa Cuatrec.
- Eclipta megapotamica (Spreng.) Sch.Bip. ex S.F.Blake
- Eclipta paludicola Steud.
- Eclipta platyglossa F.Muell.
- Eclipta procumbens Michx.
- Eclipta prostrata (L.) L.
- Eclipta punctata Jacq.
- Eclipta pusilla M.E.Jones
- Eclipta thermalis Bunge